# Паасио, Рафаэль
Кустаа Рафаэль Паасио (фин. Kustaa Rafael Paasio; 6 июня 1903, Ускела, Великое княжество Финляндское — 17 марта 1980, Турку, Финляндия) — государственный деятель Финляндии, председатель Социал-демократической партии Финляндии, премьер-министр (1966—1968 и 1972).

## Биография
Родился в Ускела, в Великом княжестве Финляндском.
С молодости примыкал к социал-демократическим организациям. Был редактором социал-демократического издания Turun Päivälehti, в 1942 году участвовал в муниципальных выборах в Турку, в 1948 году избран в эдускунту (финский парламент).
Был председателем Социал-демократической партии Финляндии в 1963—1975 годах. В 1962 году был кандидатом в президенты страны от социал-демократов.
В 1966—1968 и в 1972 годах был премьер-министром Финляндии, также дважды избирался спикером парламента.

## Семья
- Сын — Пертти Куллерво Паасио, депутат Эдускунты.
- Внучка — Хели Паасио, депутат Эдускунты.